# Because Music
Because Music — це незалежний звукозаписний лейбл зі штаб-квартирами в Парижі та Лондоні. Оскільки Music SAS є основним лейблом, а Since Music Ltd займається реєстром британських виконавців.
Оскільки Music була заснована в 2005 році колишнім президентом Virgin Records у Франції та EMI Continental Europe Еммануель де Буретель, і в її списку є виконавці, такі як Metronomy, номінований на Mercury Music Prize, і електронний дует Justice, а також актриса та автор пісень Шарлотта Генсбур дует чоловіка і дружини Амаду та Маріам.
Він володіє ексклюзивною ліцензією для всіх виконавців на Ed Banger Records і Phantasy. Тому що Music є дистриб’ютором окремих дочірніх компаній Atlantic Records, таких як Big Beat і 300 Entertainment.
У 2017 році Since придбав каталоги понад 60 виконавців з Warner Music Group, включаючи Mano Negra, The Beta Band  і більшість London Records.
У січні 2018 року Since підписав угоду з Caroline Distribution (тепер Virgin Music Label & Artist Services) (підрозділ Universal Music) на розповсюдження релізів Since, починаючи з 2019 року. Раніше розповсюдження здійснювалося Alternative Distribution Alliance Warner Music і Vice Records.

## Артисти
- Amadou et Mariam
- The Beta Band
- Boston Bun
- Brandt Brauer Frick
- Breakbot
- Busy P
- Calypso Rose
- Cassius
- Catherine Ringer
- Cerrone
- Charlotte Gainsbourg
- Charlotte Dos Santos
- Christine and the Queens
- Connan Mockasin
- Denai Moore
- Diplo
- DJ Mehdi
- DJ Pone
- Django Django
- Duck Sauce
- Electric Guest
- Fredo Viola
- J. J. Cale
- Jeshi
- Justice
- Kap Bambino
- Keziah Jones
- Les Plastiscines
- Logic1000
- London Grammar
- Les Rita Mitsouko
- Lido
- London Music Stream's catalogue
- Major Lazer
- Manu Chao
- Metronomy
- Moby
- Mr. Flash
- Mr. Oizo
- Myd
- Nortec Collective
- Para One
- Ratatat
- Riton
- SebastiAn
- Selah Sue
- Seun Kuti
- Shygirl
- Soko
- Syd Matters
- The Blood Arm
- Uffie
- Yelle
- Zhu